# Bibrota
Bibrota is een plaats in het district Doda van het Indiase unieterritorium Jammu en Kasjmir.

## Demografie
Volgens de volkstelling uit 2011 heeft Bibrota een populatie van 2.573, waarvan 1.278 mannen en 1.295 vrouwen. Onder hen waren 537 kinderen met een leeftijd tussen de 0 en 6 jaar. De plaats had in 2011 een alfabetiseringsgraad van 48,13%. Onder mannen bedroeg dit 61,44% en onder vrouwen 34,24%.